# 양자화학

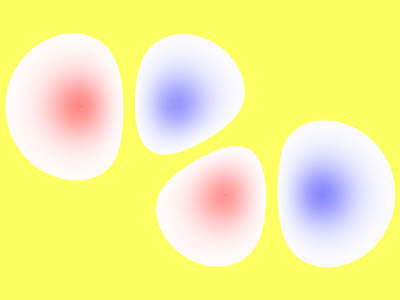

양자화학(量子化學, 영어: quantum chemistry)이란 화학의 분야 중 하나로, 양자역학의 여러 원리를 화학의 여러 문제에 적용하여 원자와 전자의 움직임부터 분자구조와 물성 또는 화학 반응을 이론적으로 설명하는 학문 분야이다.

## 연구 대상
양자화학은 그 여명기에 분자구조와 화학결합의 성립에 대해 이론적인 설명과 분자 구조에 기인하는 분광학적 물성의 이해에 중요한 기여를 하였다. 실제 분자를 양자화학으로 이해하는 것은 많은 전자와 원자핵으로부터 구성되는 N입자 문제의 파동 방정식의 해를 구하는 것에 해당한다. 계산화학이 발달하지 않았던 당시에는 양자화학의 학문 영역을 전개하기 위하여 분자 구조 모델을 간소화하는 많고 다양한 근사법이 모색되었다. 또한, 파동방정식의 해를 구하는 것에 있어서도 섭동이론(Perturbation theory)과 변분법(Variational principle)에 따른 근사를 이용하였다. 그러므로, 당시의 양자화학은 정성적인 예측을 하는 데 그쳤지만, 당시까지 설명이 곤란하였던 분광학의 전자 스펙트럼, 진동 스펙트럼, 회전 스펙트럼, NMR 스펙트럼 등의 성질을 분자 구조와 관련지어 공유결합과 분자간 힘의 원리의 설명, HOMO-LUMO 이론으로 대표되는 반(半)정성적인 화학 반응의 이해 등 다른 화학 분야에 있어서 그 공헌이 컸다.
1980년대 이후 급속한 컴퓨터의 처리 속도의 증가와 컴퓨터 공학의 발전은 계산화학으로도 그 파급효과가 이어졌고, 변분법으로부터 발전한 제1원리 계산(Ab initio calculation) 법에 의해 정밀한 해를 구하는 일을 가능하게 하였다. 최근에는 양자 화학에 의해 화학결합과 분자의 미세 구조와의 관련성, 분자간 상호작용과 여기 작용의 설명, 반응의 퍼텐셜 에너지도 간단한 모델화된 분자가 아닌 실제 유기화합물, 착화합물, 고분자, 생체관련물질, 고체표면에서의 계면화학의 해석 등 다양한 화학 분야에 미치고 있다.

## 역사
그 발전의 역사를 양자 역학의 발전 역사와 따로 설명할 수 없다. 그 이유는, 화학은 원자와 분자와 같은 작은 입자를 취급하는 학문이며, 그러한 입자를 취급할 수 있는 학문으로서 양자역학이 탄생하였기 때문이다.
1926년 에르빈 슈뢰딩거가 슈뢰딩거 방정식을 발표하자, 다음 해인 1927년 발터 하이틀러와 프리츠 론돈은 그것을 수소 분자에 적용하여 공유결합의 설명을 성공하였다. 이 하이틀러-론돈 이론은 그 이후 존 슬레이터와 라이너스 폴링에 의해 원자가 결합 이론 (VB이론)과 분자 궤도 이론 (MO이론) 이 만들어졌다.
VB 이론과 MO 이론을 개량한 것이 각각 GVB와 CI가 알려져 있다. 이들 개량된 것들은 VB 이론은 MO 이론을, MO 이론은 VB 이론을 포함하고 있다. 그러므로 진짜 파동함수에 대한 근사로서 양자는 시작 지점은 다르지만 상보적이라고 할 수 있는 관계이다. 그러나 계산 정밀도와 간편성에서 현재는 VB 이론보다도 MO 이론이 잘 이용된다.

## 기본적인 문제
양자화학자에게 있어 기본적인 문제는 자신이 연구 대상으로 하는 계에 대한 슈뢰딩거 방정식을 푸는 것이다. 즉, 계를 기술하는 해밀토니안의 기대치와 파동함수를 구하는 것이다. 그러나, 이것은 그 자체의 형태로 풀기 어렵거나 불가능하다. 그리하여 생각해낸 것이 하트리 - 포크 방정식이며, 그 후의 MO 이론은 크게 발전된다.

## 폴 디랙의 말
| “ | 물리학의 많은 부분과 모든 화학의 수학적 취급에 필요한 기본 법칙들은 모두 알려져 있고, 난관은 이러한 법칙을 응용하여 얻어지는 방정식이 풀기에 너무 복잡하다는 사실뿐이다.— Proc. Roy. Soc. (London), A123, 714 (1929) The fundamental laws necessary for the mathematical treatment of large parts of physics and the whole chemistry are thus fully known, and the difficulty lies only in the fact that application of these laws leads to equations that are too complex to be solved. | ” |

## 계산화학의 탄생
최근 컴퓨터 속도의 향상에 따라 계산화학이라는 새로운 학문 분야를 낳았다.

## 같이 보기
- 상대론적 양자화학